# Phalacrocorax varius
El cormorán pío o cormorán manchado (Phalacrocorax varius) es una especie de ave suliforme de la familia Phalacrocoracidae nativo de Australasia.

## Descripción
Mide entre 66 y 81 cm de largo, alcanza una envergadura de hasta 130 centímetros y pesa entre 1300-2200 gramos. Las aves adultas muestran desde la frente, la parte superior de la cabeza, el cuello, la espalda y las plumas de la cola color negro. Tiene el vientre, el pecho y el cuello blanco. El rasgo característico de esta especie es el pico que está enmarcado por piel desnuda de color amarillo naranja, sobre todo durante la época de reproducción. La especie presenta cierto dimorfismo sexual, los machos son más grandes y más pesados que las hembras.

## Distribución y hábitat

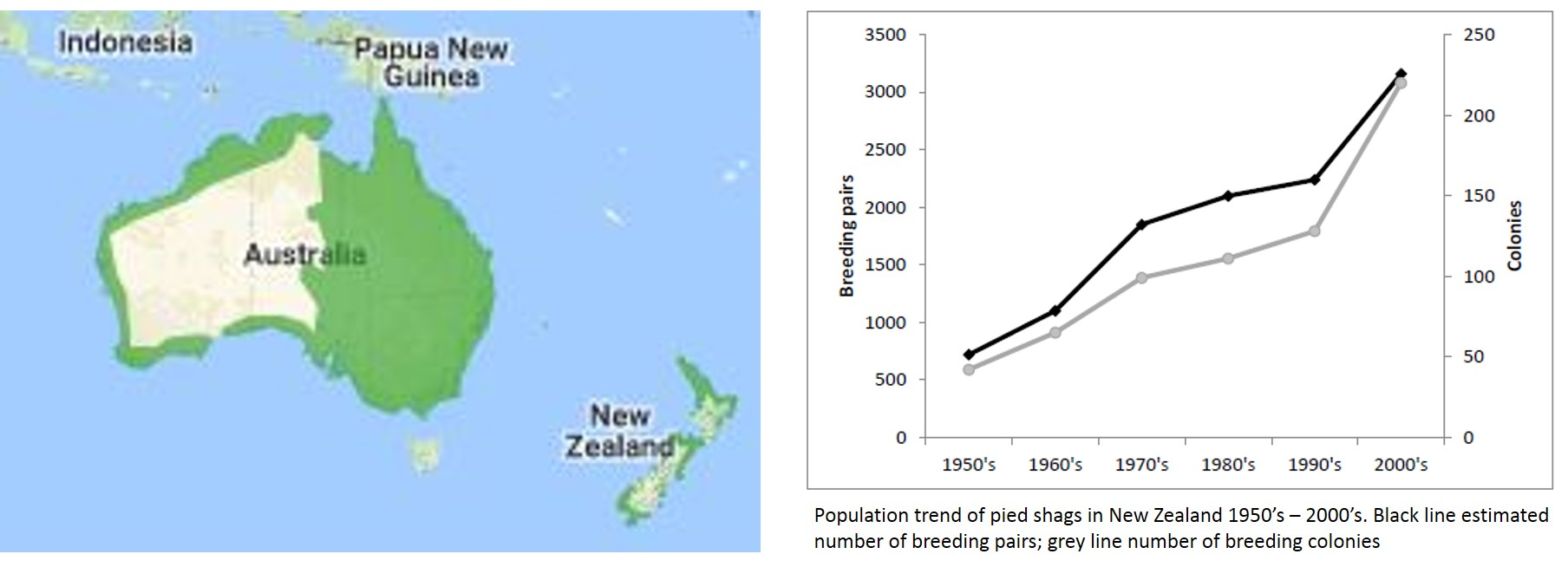
Distribución del cormorán moñudo en Australia y Nueva Zelanda, tendencias de la población en Nueva Zelanda.

Es un ave de aguas poco profundas, como bahías, estuarios, ríos y lagos. En Australia Occidental es casi exclusivamente un pájaro costero y evita los hábitats secos. En el este de Australia habita mucho más hacia el interior, cerca de los ríos y lagos. Viene en hábitats similares en Nueva Zelanda, pero no en Tasmania.

## Subespecies
Se reconocen dos subespecies:
- Phalacrocorax varius hypoleucos (Brandt, 1837), costas e interior de Australia; vagabundo raro en Tasmania.
- Phalacrocorax varius varius (Gmelin, 1789), Nueva Zelanda y la isla Stewart.